# Каваті Кацуюкі
Каваті Кацуюкі (яп. 河内 勝幸, нар. 27 квітня 1955, Хіросіма —) — японський футболіст, що грав на позиції півзахисника.

## Клубна кар'єра
Грав за команду Мазда.

## Виступи за збірну
Дебютував 1979 року в офіційних матчах у складі національної збірної Японії. У формі головної команди країни зіграв 3 матчі.

## Статистика
Статистика виступів у національній збірній.
| Збірна Японії | Збірна Японії | Збірна Японії |
| Роки          | Ігри          | голи          |
| ------------- | ------------- | ------------- |
| 1979          | 3             | 0             |
| Усього        | 3             | 0             |